# Dragões de Vila Alpina
GRCES Dragões de Vila Alpina é uma escola de samba da cidade de São Paulo. Fundada em 1977, no bairro da Vila Alpina. A escola é filiada à União das Escolas de Samba de São Paulo.

## História
A escola foi fundada em 1977 por Antonio Ambrosio e e sua esposa Amélia de Oliveira Ambrosio.
Em 2012, após dois anos suspensa, a Dragões de Vila Alpina classificou-se em terceiro lugar no Grupo 4 da UESP, ascendendo ao Grupo 3, em um desfile que abordava os 35 anos de história da própria escola. No ano seguinte, com um enredo sobre o Sítio do Picapau Amarelo, obteve a sétima colocação.
No ano de 2014, homenageou em seu desfile o cantor e compositor Jorge Benjor, abordando sua carreira e algumas de suas inúmeras canções. Foi a quinta escola a desfilar na segunda-feira, dia 3 de março.
Após 8 anos no Grupo 3, a escola sofreu um descenso no Carnaval 2020 por problemas em seu desfile.
Em 2021 uma nova Diretoria assume, passando a estruturar a escola com o desejo de alçar voos mais altos. Seguindo com a estruturação, a escola passa a ensaiar em um novo espaço para o Carnaval 2022.
Em 2022, a escola foi vice-campeã com 159,7 pontos com o enredo Dragões de Vila Alpina faz a festa na avenida com as cores do arco-íris, e irá desfilar em 2023 no grupo de Acesso 1 de Bairros.

## Segmentos

### Presidentes
| Nome                      | Mandato          | Ref.  |
| ------------------------- | ---------------- | ----- |
| Márcio dos Santos "Zóião" | 2009 -atualidade | [ 5 ] |

### Diretores
| Ano  | Direção de Carnaval            | Direção de harmonia      | Mestre de bateria             | Ref.  |
| ---- | ------------------------------ | ------------------------ | ----------------------------- | ----- |
| 2014 |                                |                          | Lekão e Kleber Negão          | [ 5 ] |
| 2015 | Jussara                        | Daiane Moura             | Lekão e Kleber Negão          | [ 6 ] |
| 2019 | Sandro Oliveira                | Lucas Clivia Mascarenhas |                               |       |
| 2020 | Sandro Oliveira                | Elton                    | Marcos Souza (Mestre Nadinho) |       |
| 2022 | Osmar Fontes e Walter (Cavalo) | Comissão de Harmonia     | Mestre Caju                   |       |

### Casal de Mestre-sala e Porta-bandeira
| Ano       | Nome                           | Ref.        |
| --------- | ------------------------------ | ----------- |
| 2014-2015 | Anderson Guedes e Aline Guedes | [ 5 ] [ 6 ] |
| 2019      | Paulo Rossi e Janaína Betel    |             |
| 2020      | Samuel Lemos e Amanda Pereira  |             |
| 2022      | Paulo Rossi e Geisle Siqueira  |             |

Coreógrafos
| Ano  | Nome                     |
| ---- | ------------------------ |
| 2018 | Marcos Vinicius Ferreira |
| 2019 | Marcos Vinicius Ferreira |
| 2020 | Marcos Vinicius Ferreira |
| 2022 | Maurício Oliveira        |

### Rainhas de Bateria
| Ano         | Rainha        | Madrinha | Musa          | Ref. |
| ----------- | ------------- | -------- | ------------- | ---- |
| 2016        | Jessica Bueno |          |               |      |
| 2017        | Pâmela Lino   |          |               |      |
| 2019 - 2020 | Dayane Pontes | Índia    |               |      |
| 2022        | Márcia Freire | Índia    | Tassia Prando |      |

## Carnavais
| Ano  | Colocação | Grupo | Enredo | Carnavalesco | Intérprete | Ref.        |
| ---- | --- | --- | --- | --- | --- | ----------- |
| 1978 | 5º lugar | 4-UESP | Uma feira na Bahia | | | [ 7 ]       |
| 1979 | 6º lugar | 4-UESP | As Estações do Ano | | | [ 7 ]       |
| 1980 | 4º lugar | 4-UESP | Os Caetés na Guerra dos Emboabas | | | [ 7 ]       |
| 1981 | 4º lugar | 4-UESP | Visão Colorida | | | [ 7 ]       |
| 1982 | 9º lugar | 4-UESP | Lemuria, Berço do Poder Mágico | | | [ 7 ]       |
| 1983 | 12º lugar | Vaga Aberta | Castro Alves, O Poeta dos Escravos | | | [ 7 ]       |
| 1984 | 12º lugar | Vaga Aberta | Alegria, Alegria | | | [ 7 ]       |
| 1985 | 7º lugar | Vaga Aberta | Sonho de Uma Criança | | | [ 7 ]       |
| 1986 | 3º lugar | Vaga Aberta | Sonhos de Crianças | | | [ 7 ]       |
| 1987 | 4º lugar | Vaga Aberta | Xangô na Terra de Yorubá | | | [ 7 ]       |
| 1988 | 3º lugar | 4-UESP | Castro Alves - poeta da abolição | | | [ 7 ]       |
| 1989 | 8º lugar | 3-UESP | Religiões Africanas | | | [ 7 ]       |
| 1990 | 10º lugar | 3-UESP | Iansã - A Deusa Guerreira | | | [ 7 ]       |
| 1991 | 6º lugar | 4-UESP | Nostalgia e Realidade | | | [ 7 ]       |
| 1992 | 6º lugar | 4-UESP | Ensinar Pra Quê? | | | [ 7 ]       |
| 1993 | 11º lugar | 4-UESP | Qual é a Ética | | | [ 7 ]       |
| 1994 | Campeã | Seleção | Xangô no Reino Iorubá | | | [ 7 ]       |
| 1995 | 4º lugar | 4-UESP | Mundo Maravilhoso | | | [ 7 ]       |
| 1996 | 7º lugar | 3-UESP | Astros e Estrelas, A Magia Zodíaca! | | | [ 7 ]       |
| 1997 | 7º lugar | 3-UESP | Bahia, Seus Encantos e Magia | | | [ 7 ]       |
| 1998 | 5º lugar | 2-UESP | Por Uma Noite de Ilusão | | | [ 7 ]       |
| 1999 | 11º lugar | 2-UESP | Sonhos de um Sonhador | | | [ 7 ]       |
| 2000 | 8º lugar | 3-Oeste | De um Sonho à Realidade - Leandro de Itaquera Um Presente de Verdade                                                                                           | | | [ 7 ]       |
| 2001 | 8º lugar | 3-Leste | Cohab, Um Império que não Acabou | | | [ 7 ]       |
| 2002 | 2º lugar | Espera | Dragões, Parabéns pelos 25 Anos de Glória e História | | | [ 7 ]       |
| 2003 | 10º lugar | 3-Leste | Educação - Um Grito no Escuro | | | [ 7 ]       |
| 2004 | 10º lugar | Espera | Se São Paulo Tem Garoa... No Lixo Tem Coisas Boas, Reciclar é a Solução                                                                                        | | | [ 7 ]       |
| 2005 | 7º lugar | Espera | O sentimento através da Música | | | [ 7 ]       |
| 2006 | 4º lugar | Espera | Ah, Como é Bom Ser Criança | | | [ 7 ]       |
| 2007 | 5º lugar | Espera | A Viagem dos Dragões num Mundo de Imaginações. Trinta Anos de Emoções                                                                                          | | | [ 7 ]       |
| 2008 | Não Desfilou | Não Desfilou | Não Desfilou | Não Desfilou | Não Desfilou | [ 7 ]       |
| 2009 | Não Desfilou | Não Desfilou | Não Desfilou | Não Desfilou | Não Desfilou | [ 7 ]       |
| 2010 | 3º lugar | 4-UESP | Minhas Co-Irmãs, Nosso Espelho Para um Novo Amanhã Compositores:Aleks Mdc, Bola, Sales do Cavaco, Betto Joia e Neguinho Sapucaí                                | Comissão de Carnaval                                                                                                   | |             |
| 2011 | 4º lugar | 4-UESP | Nas asas da imaginação.O fantástico voo dos dragões num mundo místico na magia das cores                                                                       | | |             |
| 2012 | 3º lugar | 4-UESP | Um voo ao passado relembrando meus carnavais.Parabéns Dragões,35 anos de emoções Compositores:Bola, Xuxa do Cavaco, Aleks Mdc e Dom Junior                     | Comissão de Carnaval                                                                                                   | |             |
| 2013 | 7º lugar | 3-UESP | Em um Universo paralelo - encantando gerações, vem ai: o Sítio do Picapau Amarelo. Compositores:Bola, Dom Junior e Aleks Mdc                                   | | Dom Junior |             |
| 2014 | 5º lugar | 3-UESP | Moro num país tropical, abençoado por Deus, embalado pelas canções de Jorge Ben Jor Compositores:Leandro Rocha, Vinícius Moreira, Laércio Lino e Aleks Mdc     | Anderson Paulino | Walter Júnior | [ 3 ]       |
| 2015 | 6º lugar | 3-UESP | Alegria, alegria...Sorria! Vem ser feliz com os Dragões de Vila Alpina Compositores:Aleks MDc e Dom Júnior                                                     | Comissão de Carnaval                                                                                                   | Walter Júnior | [ 8 ] [ 6 ] |
| 2016 | 3º lugar | 3-UESP | Dinheiro compra tudo, Luxo & Prazer, só não compra o amor que sinto por você. Compositores:Danilo Dantas, Rodolfo Minuetto, Rodrigo Minuetto e Felipe Oliveira | Danilo Dantas | Walter Junior | [ 9 ]       |
| 2017 | 9º lugar | 3-UESP | No Reino da Imaginação - A busca da felicidade não é só ilusão                                                                                                 | Danilo Dantas | |             |
| 2018 | 8º lugar | 3-UESP | Fogo, a chama da vida. Dragões da Vila Alpina incendeia a avenida!                                                                                             | Márcio Oliveira e Março Aramha                                                                                         | Vaguinho e Rafa SP | [ 10 ]      |
| 2019 | 9° lugar | 3-UESP | Dragões de Vila Alpina e o ciclo da vida | Alex Nascimento | João Sumatra | [ 11 ]      |
| 2020 | 12º Lugar | Acesso 1 de Bairros | Intolerância nunca mais, a Dragões pede a paz Compositores: Douglas dos Santos e Charlie Dief                                                                  | Alex Nascimento | João Sumatra | [ 12 ]      |
| 2021 | Inicialmente adiados para o mês de julho, os desfiles do Carnaval 2021 foram cancelados devido a pandemia de Covid-19. | Inicialmente adiados para o mês de julho, os desfiles do Carnaval 2021 foram cancelados devido a pandemia de Covid-19. | Inicialmente adiados para o mês de julho, os desfiles do Carnaval 2021 foram cancelados devido a pandemia de Covid-19.                                         | Inicialmente adiados para o mês de julho, os desfiles do Carnaval 2021 foram cancelados devido a pandemia de Covid-19. | Inicialmente adiados para o mês de julho, os desfiles do Carnaval 2021 foram cancelados devido a pandemia de Covid-19. | [ 13 ]      |
| 2022 | Vice campeã | Acesso 2 de Bairros | Dragões de Vila Alpina faz a festa na avenida com as cores do arco-íris                                                                                        | Babu Energia | Adermazinho | [ 14 ]      |
| 2023 | 12º Lugar | Acesso 1 de Bairros | Do mar ao Além mar o negócio é preservar! | | | [ 15 ]      |
| 2024 | 8º Lugar | Acesso 2 de Bairros | No Caminho da Fé a Esperança em Acreditar | Eduardo Felix | Roberto Joia | [ 16 ]      |